# ヘッドセット (音響機器)

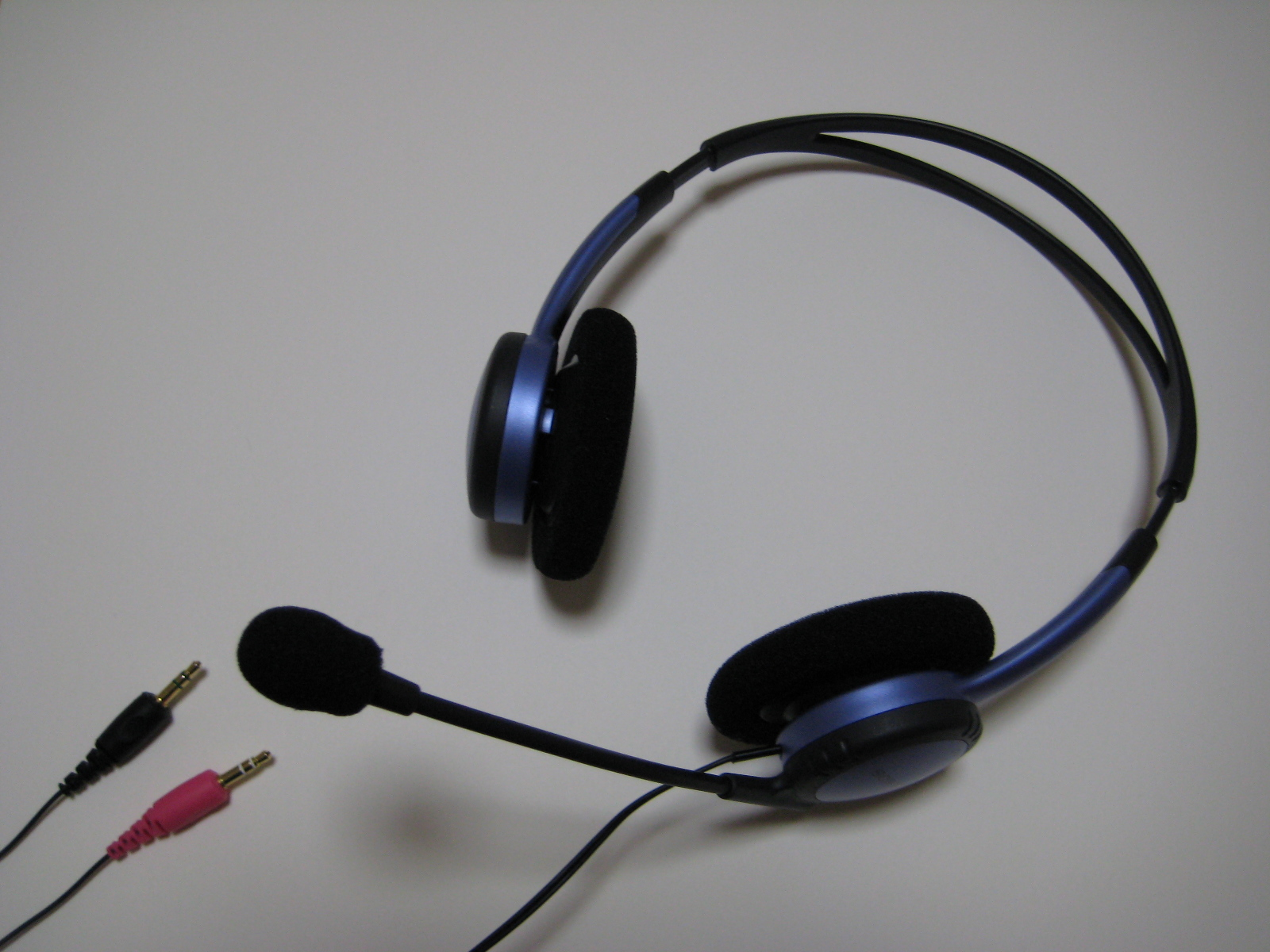
パソコン向けヘッドセット

ヘッドセット（英: headset）は、頭部に装着するヘッドフォンとマイクロフォンが一体化した機器を指す総称である。
一般にヘッドフォンに蛇腹パイプで小型のマイクが取り付けられたものがよく知られているが、ヘッドフォンのないマイク単体でもヘッドセットと呼ばれる場合がある。ヘッドセットのマイクは手で持つ必要がなく、両手が自由に使えること、口（音源）とマイクの距離が変わらないのでマイクで拾う音声が安定していることから、演劇・ダンス・プレゼンテーション・アナウンス実況などの、発声の際に手でマイクロフォンを持つことが相応しくない場合にも利用される。インカム（インターカム）とも呼ばれる。
アメリカではブレイクダンスの時に装着することから、この装置には「ブレイクマイク」という別名もある。電電公社では「ブレストマイク」と呼んでいたが、これはかつて電話交換手はマイクを胸（breast）に付けていた名残りである（下の電話交換手〈ドイツ〉の写真を参照）。この機種は現在も「線路試験用送受器」の名で存在する。

## 構造・形態

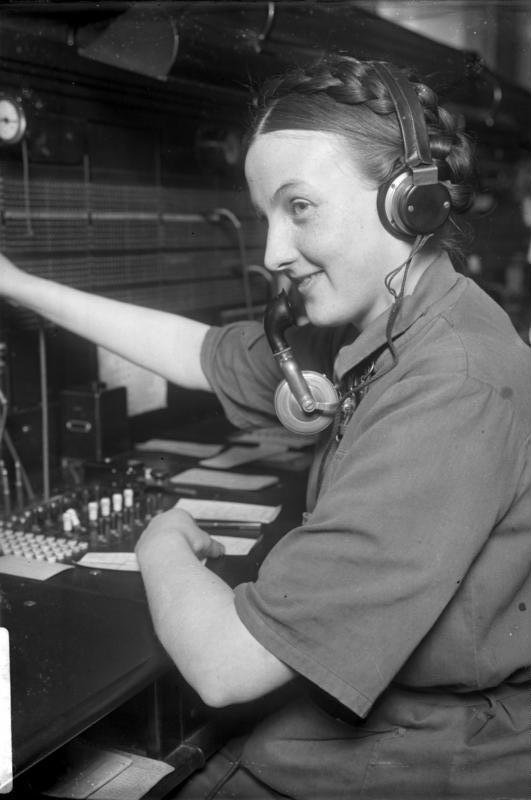
ヘッドセットを装着して業務にあたる電話交換手（ドイツ）

固定バンドが頭頂部を通って両耳で支持するものの他、両耳と後頭部で支持するもの、後頭部とこめかみで支持するもの、かぶらず首に掛けるもの（この場合、レシーバーはコード付きイヤホン）がある。
騒音が多い環境下での利用には骨伝導式のヘッドフォンあるいはマイクを使ったものもある。モータースポーツ用途ではピットクルーやスポッターなどが騒音下でも通信を可能にする為に密閉式で強い遮音性のあるイヤーマフを使ったヘッドホンを使用している。またドライバーが使うヘルメットはその内部を一部くりぬいて薄型スピーカーとノイズキャンセリング式マイクを内蔵させてある場合が多い。
マイクは単一指向性を持ったノイズキャンセリング式マイクが主に使用され、自分の発する声以外の音は出来るだけ拾わないように工夫されていることが多い。軽量小型にしやすいことからコンデンサーマイクを使用したものが多く見られるが、ダイナミックマイクを使用したものもある。音声を拾い易いようマイクが口の付近まで延びているものが多いが、ミュージカルなどでは観客に意識させないよう、肌色の超小型マイクが顔の横あたりに装着されているものもある。また周りの騒音をほとんど集音しない咽喉式マイクを使うこともある。

## 用途

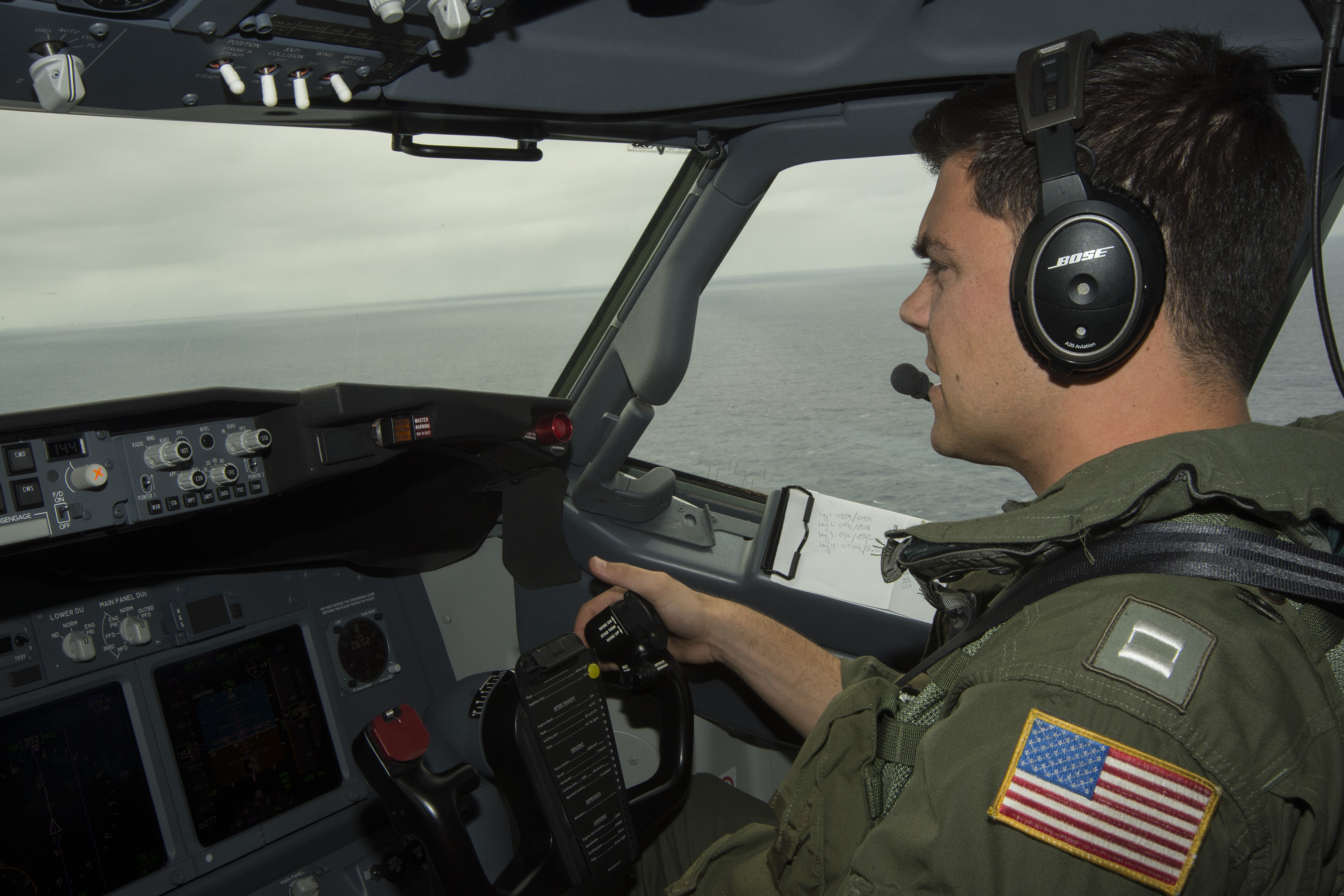
ボーズ製のノイズキャンセリングヘッドセットを使用するP-8のパイロット

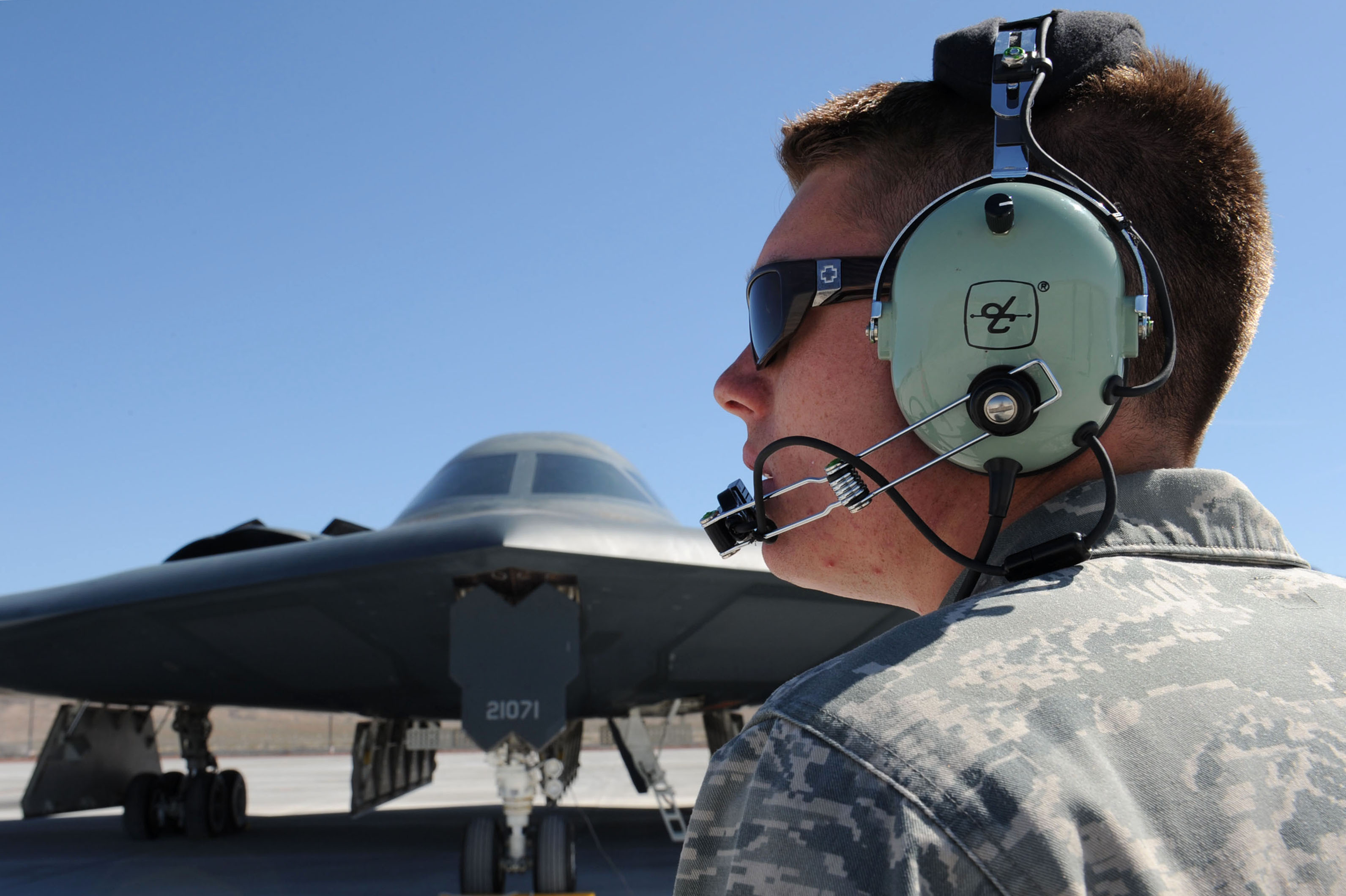
航空業界シェア第1位であるデイヴィッド・クラーク製のヘッドセットを装着したアメリカ空軍兵

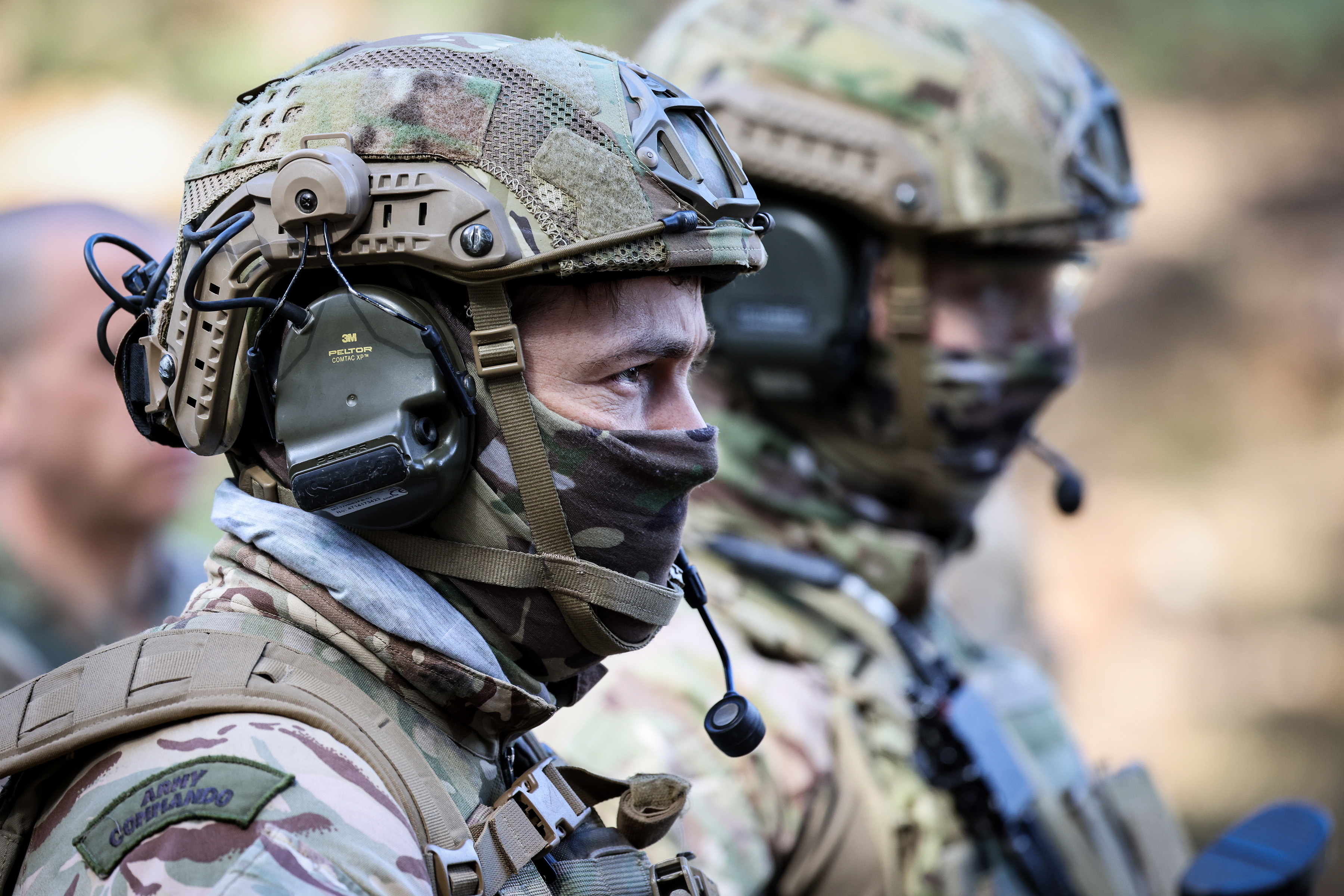
FASTヘルメットに装着されたコムタック製ヘッドセットを装着したイギリス陸軍兵。

娯楽、業務問わず、幅広く用いられている。
- 交通
  - 航空交通管制

管制官、パイロット、グランドスタッフなど職種に合わせた製品がある。
操縦士用は裸耳では機内の騒音が酷く会話できないためヘッドセットが用いられている。小型機向けではヘッドホン部分は密閉型、大型機向けでは開放型。戦闘機や戦闘ヘリコプターの乗員向けはヘルメット組み込み型。
グランドスタッフ向けは騒音が激しい中で使用するため密閉型で外部からの騒音を軽減する構造となっている。
シェアはプラントロニクスが多い。ボーズは自社のノイズキャンセリングヘッドホンの技術を使用したヘッドセットを販売している。
- 電話で頻繁に連絡が必要なトラックなどのドライバーは、イヤホンとマイクが一体化したものを用い、運転しながらでも通話ができるようにしている。
- 通信線工事

回線保守をする担当者が、配線盤の線がどの電話機に繋がっているかを確認するのに用いる。
- スポーツ

自転車ロードレースでは、選手が走行中に監督からの指示を受け、また選手が監督に状況を報告するために用いる。通常のヘッドセットを使うこともあるが、小型のイヤホンマイクを頬に絆創膏で貼り付けることもある。
モータースポーツでは選手とチーム（ピット）との通信、ラリーの場合は同乗するクルー同士の会話に利用される。スピーカーとマイクが最初からヘルメットに組み込まれており、スピーカーはイヤープラグタイプになっている。なお、ラリーのリエゾン区間ではヘルメットを外して通常のヘッドセットを着用する。
アメリカンフットボールのNFLでは、スタジアムの高所にいる監督とグランドのベンチサイドに居るコーチへの指示などに使われる。コーチ用は騒音に強い指向性マイクと大型のイヤーカップ（周りと会話するため片耳だけ）を備えており、選手用は小型軽量で衝撃に強い。NFLをスポンサードしているモトローラが、アメフト関係者用の「NFLスタイルヘッドセット」を製造している。
- 軍事

歩兵や特殊部隊人員が装着し、作戦中の指揮連絡手段として利用している、ペルター社製の「コムタック」シリーズが有名で、タクティカル・ヘッドセットはその運用上、発砲音や爆発音を遮るノイズキャンセリング機能と逆に小さな音を増幅し音の方向が判別できる技術を利用した音響増幅装置の両方が備わっており、レプリカなどがサバイバルゲーム関係者にも使われている。
- 消防

アメリカの消防車ではサイレンを鳴らし急行中は車内での会話が難しいことから乗員はヘッドセットを装着し会話を行っている。
- アマチュア無線

特にコンテストやDXペディションのように、スタンドマイクのプッシュ・ツー・トークスイッチを押す時間さえ惜しい場合に使われる（手は無線機を操作し記録を取り、スイッチは足踏みで操作する）。
- 語学学習
  - LL教室
- 放送・PA
  - ディスクジョッキー・スタジオ

主にアシスタントディレクターやミキサー担当が装着する。ラジオ放送局ではメインパーソナリティが使用することがある（片耳ヘッドホンとスタンドマイクやブームマイクである場合が多い。ゲストはイヤホン）。またスポーツ中継で実況担当と解説者が使用する（会話する場合でも“顔だけはマイクに向けておく”という不自然な姿勢を取る必要がない）。テレビ局で使用される機種は、着用者は頭にかぶらずヘッドバンドを首に掛けた状態にしている（レシーバーはスピーカーではなくイヤホン）。
- 動きを伴うもの

多数の聴衆がいる空間で用いられる。話者に送信機を持たせ音響機器に受信機を接続、無線や赤外線で音声を送信する。
- 舞台音響 - 演劇・ミュージカル・ダンス・コンサート
- スポーツクラブのインストラクター
- イベントコンパニオン
- バス・電車

- 電話

ハンズフリー機能を使う際に用いられる。
- コールセンター・電話交換手
- 携帯電話

- その他
  - パソコンの音声入力
  - ボイスチャット
  - Skype